# 田辺信一
田辺 信一（たなべ しんいち、1937年10月2日 - 1989年4月29日）は、日本の作曲家、編曲家。岡山県総社市出身。

## 人物
作曲家・編曲家として多数の楽曲を制作、石坂浩二の金田一耕助シリーズの音楽を担当した。他にも歌謡曲の作曲としても知られる。元々ジャズ畑の人間であった（慶應ライトミュージックソサイエティ出身）。

## 主な楽曲
- 浅田美代子「じゃあまたね」「想い出のカフェテラス」（編曲）
- いしだあゆみ「待っている女」（作曲・編曲）
- 梓みちよ「愛はルフラン」（編曲）
- 麻生よう子「午前零時の鐘」（編曲）
- 小川ローザ「風が落した涙」（作曲）
- 春日八郎「望郷詩」（編曲）
- 狩人「アメリカ橋」（編曲）
- 川崎麻世「暗くなるまで待って」（編曲）
- 川田正子「花言葉あげます」（編曲）
- グラシェラ・スサーナ「さよならの鐘」（編曲）
- 香坂みゆき「まわれ恋の風車」（編曲）
- 西城秀樹「明日への愛〜グッド・バイ・ガールズ」（作曲・編曲）
- 酒井ゆきえ・ピンポンパンちびっこ合唱隊「海のだいかぞく」（編曲）
- ジローズ「青春のわかれ道」（編曲）
- 新谷のり子「さよならの総括」（作曲）
- ズー・ニー・ヴー「可愛いあなただから」（編曲）
- 高田みづえ「潮騒のメロディー」（編曲）
- 中村雅俊「日付変更線」（編曲）
- ハイファイセット「フィーリング(愛のフィーリング)」（編曲)
- ヒデとロザンナ「愛の奇跡」（作曲）
- フォーリーブス「男と女の紙芝居・三幕」「どうして…」（編曲）
- 堀江美都子「走れジョリィ」（編曲）
- 前野曜子「愛のテーマ（獄門島）」（作曲）
- みなみらんぼう「ウィスキーの小瓶」（編曲）
- やまみどり・コロムビアゆりかご会「ころがれアルマジロ」（編曲）

## TV音楽
- レッツゴーヤング（1974年 - 1986年）
- あなたのメロディー
- 緑の夢を見ませんか?（1978年）
- まえがみ太郎（1979年）
- 円卓の騎士物語 燃えろアーサー（1979 - 1980年）
- 燃えろアーサー 白馬の王子（1980年）
- しあわせ戦争（1980年）
- 松本清張の内海の輪（1982年）
- 春が來た（1982年）
- 牟田刑事官事件ファイル（1983 - 2007年）

## 映画音楽
- あした輝く（1974年）
- おれの行く道（1975年）
- 愛と誠・完結編（1976年）
- 飛術猿飛佐助（1976年）
- 獄門島（1977年）
- 九月の空（1978年）
- 女王蜂（1978年）
- 病院坂の首縊りの家（1979年）
- 神様のくれた赤ん坊（1979年）
- 古都（1980年）
- 次郎長青春篇 つっぱり清水港（1982年）
- ヘッドフォン・ララバイ（1983年）
- 喜劇 家族同盟（1983年）

協力
- 悪魔の手毬唄（1977年）

## 関連人物
- 村井邦彦 - 共に映画音楽を担当。
- 深町純 - 田辺が製作した映画音楽をシンセサイザーで演奏した。
- 市川崑 - 市川の映画作品を田辺は数多く手掛けた。
- 大川友章 - 弟子